# دهستان گچلرات شرقی
دهستان گچلرات شرقی، دهستانی است از توابع بخش ارس شهرستان پلدشت در استان آذربایجان غربی ایران.

## جمعیت
براساس سرشماری سال ۱۳۹۵ جمعیت آن ۶٬۸۵۴ نفر (۱٬۹۱۱ خانوار) بوده است.